# کارول کاریوکا
کارول کاریوکا (انگلیسی: Carol Carioca؛ زادهٔ ۱۸ فوریهٔ ۱۹۸۳) بازیکن فوتبال اهل برزیل است.
وی همچنین در تیم ملی فوتبال زنان گینه استوایی بازی کرده‌است.